# Puiatu (Ridala)
Puiatu – wieś w Estonii, w prowincji Lääne, w gminie Ridala.